# Facettensuche
Bei der Facettensuche oder Facettennavigation werden anhand einer Facettenklassifikation Suchtreffer eingegrenzt, beispielsweise in Produkt- oder Bibliothekskatalogen. Die Facetten nutzen zur Filterung Metadaten der jeweiligen Einträge.

## Einordnung

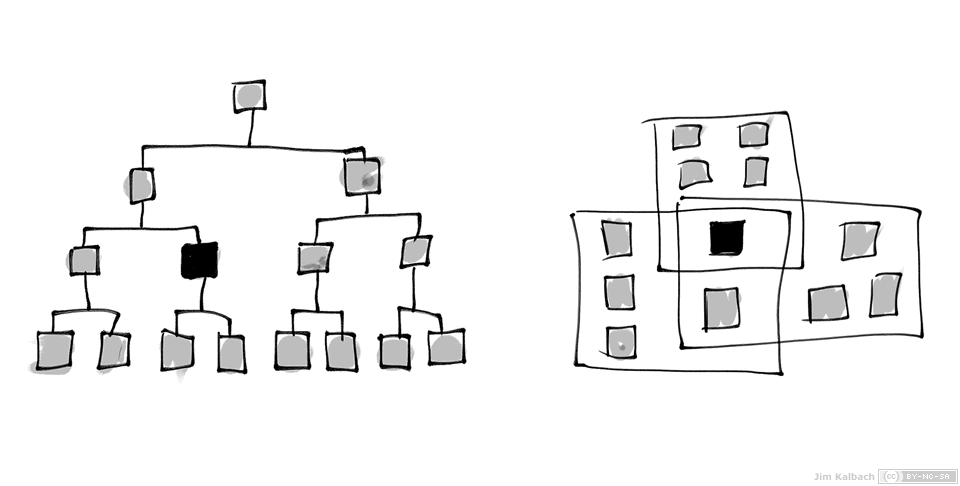
Einschränkung anhand hierarchischer Klassifikation (links) und Facettensuche (rechts)

Anhand einer hierarchischen Klassifikation können Suchtreffer schrittweise eingeschränkt werden (Drill-Down), allerdings kann danach nicht mehr auf (Unter-)Kategorien anderer Teilbäume zugegriffen werden. Mit einer Facettenklassifikation hingegen können vorherige Einschränkungen aufgehoben werden, ohne spätere aufzugeben. Durch die Filterung über unabhängige Kategorien wird inkrementell eine boolesche Abfrage aufgebaut, mit der jedes Mal der gesamte Datenbestand durchsucht wird.
Die Facetten werden entweder aus bestehenden Metadaten abgeleitet oder durch Textanalyse (Informationsextraktion) gewonnen. Die Facettensuche wurde außerdem erweitert, um mit semistrukturierten Daten, kontinuierlichen Dimensionen und Social Tagging umzugehen.

## Verwendung
Die Facettensuche ist eine beliebte Technik insbesondere beim elektronischen Handel und Bibliotheken. Eine wachsende Zahl von Enterprise-Search-Anbietern unterstützt sie.

### Wissenschaft
In der Wissenschaft hat die Facettensuche vor allem im BID-Bereich Interesse geweckt, teilweise auch im Bereich Information Retrieval. Die wichtigsten wissenschaftlichen Anstrengungen sind folgende:
- CiteSeerx erlaubt eine Facettensuche für wissenschaftliche Publikationen.
- Apache Solr ist eine Suchplattform basierend auf Lucene.

### Elektronischer Handel
Wegen der facettenartigen Natur von Produktdaten (Typ, Marke, Preis etc.) wurden frühe Anwendungen der Facettensuche vom elektronischen Handel mitentwickelt. Anfang 2000 begann der Einzelhandel, die Facettensuche zu benutzen, was ab dem Jahre 2012 zu ihrer Allgegenwart in Onlineshops geführt hat.

### Bibliotheken
Der Bibliothekar S. R. Ranganathan war ein starker Befürworter der Facettenklassifikation, schaffte es jedoch nicht, die Dewey-Dezimalklassifikation mit seiner Colon-Klassifikation zu ersetzen. Trotzdem haben OPACs die Facettensuche zunehmend eingeführt. Bekannte Beispiele sind der Bibliothekskatalog der North Carolina State University (Teil des Triangle Research Libraries Network) und WorldCat.